# Valle de los Ingenios
El Valle de los Ingenios, ubicado en la Provincia de Sancti Spíritus, en el centro de Cuba, es una extensa planicie de forma triangular que abarca alrededor de 250 kilómetros cuadrados y comprende en su interior los valles de San Luis, Agabama-Méyer y Santa Rosa, además de la llanura costera del sur, delta del río Manatí. Junto con la ciudad de Trinidad, fue reconocido por la UNESCO como Patrimonio de la Humanidad en el año 1988.
Antiguamente, la principal vía de entrada que dirigía hacia el Valle de Ingenios estaba dispuesta en la Plaza de Santa Ana, ubicada en la zona más céntrica de la ciudad de Trinidad, concretamente a unos 500 metros de la Plaza Mayor.

## Historia
Fomentando una de las regiones azucareras más grandes de la época, se asentaron en el valle desde el siglo XVII hasta el XIX, la aristocracia criolla, que se dedicaba a la industria azucarera en gran escala, entre 75 mil y 140 mil arrobas de caña por caballería, basadas en el trabajo esclavo.

## Características
El valle cuenta con 65 sitios arqueológicos, incluidas 13 casas haciendas, algunas de las cuales cuentan aún con sus calderas, torres, sistemas industriales de la época y vestigios propios de la producción azucarera, de los siglos del XVIII al XIX.
Entre los antiguos ingenios podemos encontrar:
- Manaca Iznaga[4]
- Guáimaro
- Buena Vista
- San Isidro de los Destiladeros

## Conservación

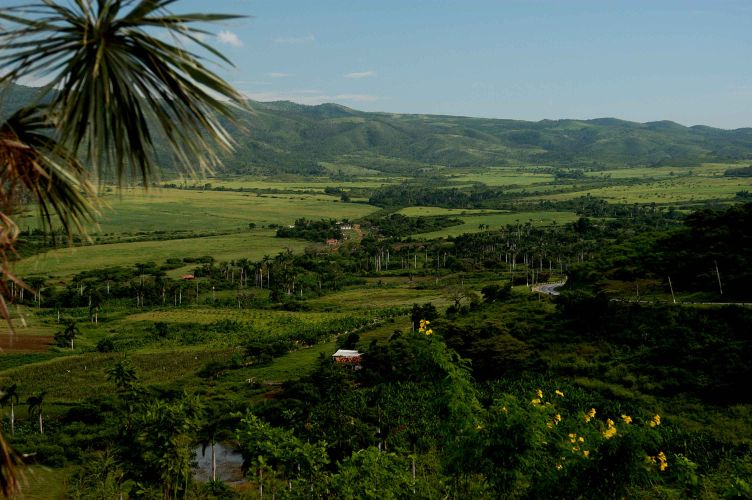
Panorama del valle.

Los encargados de desempeñar esta tarea tan vital son los trabajadores y especialistas de la Oficina del Conservador de Trinidad y el Valle de los Ingenios que lleva a cabo desde el año 2000 proyectos importantes de restauración en sitios que se encontraban muy deteriorados. Entre ellos la Casa Guámairo es una de las primeras en resurgir de sus ruinas con el trabajo mesurado que se lleva a cabo, sobre todo en las pinturas murales realizadas en 1859 por el pintor y arquitecto Daniel Dall Aglio.
Por otro lado, con la colaboración de la UNESCO se remoza el ingenio San Isidro de los Destiladeros incluido en 1999 en la lista de los 100 sitios en peligro, nominación patrocinada por World Monument Fund (Fundación para los Monumentos del Mundo) que busca y promueve financiamiento para lugares históricos y patrimoniales en peligro.